# Хе Цзянькуй
Хе Цзянькуй (кит. спр. 贺建奎, піньїнь: Hè Jiànkuí спр. 贺建奎; нар. 1984, повіт Сіньхуа, Лоуден, Хунань, КНР) — китайський біолог і біофізик. 26 листопада 2018 року заявив, що шляхом впливу на ген CCR5 допоміг створити перших у світі людей зі штучно зміненими генами, двох дівчаток-близнят Лулу і Нану, які, як передбачається, несприйнятливі до вірусу імунодефіциту людини.

## Біографія
Хе Цзянькуй народився у 1984 році в селянській родині в провінції Хунань — одному з найбідніших регіонів Китаю. Як і більшість жителів сільської місцевості, його батьки працювали на землі. У середній школі Хе зацікавився фізикою.
За результатами випускних іспитів у 2002 році він був прийнятий на факультет сучасної фізики Науково-технічного університету Китаю, де навчався до 2006 року. Потім він вирішив змінити свою спеціалізацію на користь генної інженерії. Хе вступив до аспірантури Університету Райса і в 2010 році захистив дисертацію з біофізики. Потім стажувався в Стенфордському університеті під керівництвом Стівена Куейка. За роки навчання і роботи в США професор Хе опублікував більш як десяток наукових статей у галузі генетики й здобув визнання і популярність в міжнародному професійному співтоваристві.
Повернувшись до Китаю у 2012 році, отримав лабораторію в Південному науково-технологічному університеті в Шеньчжені для досліджень у галузі генетичного моделювання, імуногеноміки і персоналізованої медицини. Заснував декілька стартапів у галузі біотехнологій. У липні 2017 року команда вчених під керівництвом професора Хе Цзянькуя розробила нову методику секвенування генома третього покоління.

### Скандал
25 листопада 2018 року Хе Цзянькуй зробив заяву про створення перших в історії генетично модифікованих дітей. За його словами, завдяки втручанню генетиків, дівчатка-близнюки Лулу і Нана володіють вродженим імунітетом до ВІЛ. Через два дні професор виступив у Гонконгу на всесвітній конференції з редагування генома, заявивши, що пишається виконаною роботою і що історія на його боці. Він також уточнив, що фінансував експеримент з власних грошей, але так і не надав жодних доказів проведеного досліду.
Після публічної критики дослідника з'явилися дані, що Хе Цзянькуй пропав і його місцезнаходження невідоме. У кінці грудня з'явилася інформація, що науковець знаходиться під домашнім арештом у гостьовому будинку університету під охороною.
Керівництво Південного науково-технологічного університету повідомило, що не знало про досліди свого співробітника, і має намір почати розслідування. Крім того, ним було опубліковано заяву, в якому заперечується будь-яка причетність університету до експерименту, якщо такий проводився. Також стверджується, що з лютого 2018 року Хе Цзянькуй перебував у неоплачуваній відпустці, що його досліди з ембріонами не проходили на території університету або в оплачені університетські години і що про них нічого не було відомо ні керівництву університету, ні адміністрації факультету біології.
Китайські ЗМІ порівнювали Хе Цзянькуя з доктором Франкенштейном і називали його «або брехуном, або божевільним». А наукове співтовариство опублікувало відкритий лист, що категорично засуджує його роботу і називає експеримент професора божевіллям. Заступник міністра КНР з науки і технологій Цзю Наньпін також заявив, що абсолютно шокований заявою професора Хе і що проведення подібних дослідів у Китаї безумовно незаконно. Вченому було офіційно заборонено займатися науковою діяльністю.
У січні 2019 року влада Китаю підтвердила народження в Шеньчжені перших у світі генетично модифікованих людей, а також те, що стосовно біолога Хе Цзянькуя розпочато розслідування. Крім заборони на проведення дослідів з людськими ембріонами, професор порушив ще цілий ряд законів. Наприклад, з'ясувалося, що учасники експерименту (всього було набрано вісім пар) були введені в оману: Хе демонстрував їм фальшивий висновок комісії з етики, який нібито схвалює проведення досліду. Крім того, китайське законодавство забороняє надавати ВІЛ-інфікованим допомогу в народженні дітей. А оскільки у всіх парах батько був носієм ВІЛ, здавати за них кров на аналіз професор наймав здорових волонтерів.
В офіційній заяві китайської влади йдеться, що вчений «порушив заборони влади з метою наживи і особистої слави».